# 273
273是272與274之間的自然數。

## 在數學中
- 合數，正因數有1、3、7、13、21、39、91和273。
質因數分解為{\displaystyle 3\times 7\times 13}。
- 虧數，真因數和為175，虧度為98。
- 無平方數因數的數。
- 第28個楔形數。前一個為266、下一個為282。
- 十进制的奢侈數。
- 幸運數
- 二進位和十六進位都是迴文數
- {\displaystyle 10\times 273\pm 1}是孿生質數

## 在人類文化中
- 橫濱地標大廈在69樓設有觀景台，高273公尺
- 2008年1月11日，美國科學家利用RNAi技術檢測數千個基因，進而辨識出273個與人類免疫缺乏病毒增殖有關的人類蛋白質
- 1955年，美國紐約市現代藝術博物館展出一共503張來自68個國家的273名攝影師的作品，其編輯方式對日後寫真集製作有極大影響
- 三角洲三號運載火箭的比沖為273秒
- 鑽石號系列運載火箭的比沖為273秒
- 1775年4月19日，美國獨立戰爭第一槍正式打響，結果英軍損失273人，而殖民地民兵則損失93人
- 頤和園前山的長廊長達728公尺，共273間

## 在科學中
- 絕對零度等於攝氏零下273.15度
- 水的熔點為273.15K
- 水的三相點在273.16K、611.73Pa

## 在天文中
- 月球的平均半徑、赤道半徑及兩極半徑都是地球的0.273倍
- 3C 273 是室女座的一個類星體
- NGC 273 是鯨魚座的一個星系
- 2002年，哈伯太空望遠鏡被用來測量仙王座δ的距離，結果是273秒差距或890光年
- 月球上的洪堡海直徑273公里
- TrES-1的近星點的近心點經度為273°
- 墳墓一的軌道傾角為273°

## 在其他領域中
- 西元273年和前273年
- 螢幕紫（紫羅蘭色）的HSV為（273°, 100%, 100%）
- 猛獅NL273，德國猛獅出產的巴士車款